# 359822 Hansboesgaard
359822 Hansboesgaard este o planetă minoră (asteroid) din centura de asteroizi. A fost descoperită pe 24 septembrie 2011 la Haleakalā Observatory⁠(d) de . 
Obiectul prezintă o orbită caracterizată de o semiaxă mare de 3,1083462117067 UAi, o excentricitate de 0,14181104270011, o înclinație de 11,564903779406 ° în raport cu ecliptica.